# Abraham de Moivre
Abraham de Moivre [ábraham dé muávr], francoski matematik, * 26. maj 1667, Vitry-le-François, Šampanja, Francija, † 27. november 1754, London, Anglija.
De Moivre je najbolj znan po formuli iz leta 1707, ki povezuje kompleksna števila s trigonometričnimi funkcijami, in po svojem delu o normalni porazdelitvi in teoriji verjetnosti. Leta 1697 so ga na Newtonovo pobudo izbrali za člana Kraljeve družbe v Londonu. Bil je Newtonov, Halleyjev in Stirlingov prijatelj. Med hugenotskimi izgnanci v Anglijo je bil njegov prijatelj urednik in prevajalec Pierre des Maizeaux. 

## Življenje in delo
Družbeni položaj njegove družine ni točno znan. Njegov oče, kirurg, ga je lahko poslal na protestantsko akademijo v Sedan (1678-82). De Moivre je študiral logiko v Saumurju (1682-84), na Collège de Harcourt v Parizu (1684) in zasebno z Jacquesom Ozanamom (1684-85). Kot zgleda ni diplomiral.
Bil je kalvinist. Po preklicu Nantskega edikta in izgnanstvu hugenotov leta 1685 je zapustil Francijo in je preostanek življenja preživel v Angliji. V Angliji je nadaljeval s svojim delom v matematiki in je imel javna predavanja o naravoslovnih temah.
Bil je reven. Poročali so, da je bil redni gost Slaughter's Coffee House, St. Martin's Lane na Cranbourn Street, kjer je malo zaslužil z igranjem šaha.
V letu 1692 je spoznal Galileja in prek njega tudi Newtona. Newton je zelo cenil de Moivrea. De Moivre je pomagal Newtonu pri izdajanju in urejevanju nekaterih njegovih del, še posebej Optike.
Leta 1710 je de Moivre sodeloval v komisiji, ki je razpravljala o prvenstvu za odkritje infinitezimalnega računa med Newtonom in Leibnizem.
Napisal je knjigo o verjetnostnem računu Nauk o verjetnosti (The Doctrine of Chances), ki je prvič izšla leta 1718. Posvetil jo je Newtonu. Knjigo so menda zelo hvalili hazarderji. V predelani in izboljšani obliki je izšla druga izdaja leta 1738. Tretja izdaja z dodatki pa je izšla leta 1756.
Leta 1725 je objavil Razpravo o anuitetah, ki je doživela več popravljenih in izboljšanih izdaj. Leta 1730 je objavil tudi delo Miscellanea analytica de seriebus et quadraturis, kjer se je prvič pojavila Stirlingova vrsta za fakulteto:
{\displaystyle n!={\sqrt {2\pi n}}\left({\frac {n}{e}}\right)^{n}\left(1+{\frac {1}{12n}}+{\frac {1}{288n^{n}}}-{\frac {139}{51840n^{3}}}+O\left({\frac {1}{n^{4}}}\right)\right)\!\,.}
De Moivre naj bi pravilno napovedal datum svoje smrti. Če je upošteval, da bo vsak dan spal dlje 15 minut, je domneval, da bo umrl na dan, ko bo spal 24 ur. Preprost račun je dal datum za dan, na katerega je res umrl.
Prvi je odkril sklenjeno obliko izraza za Fibonaccijeva števila, ki povezuje n-to potenco zlatega števila Φ z n-tim Fibonaccijevim številom.
Postal je član Akademij znanosti v Berlinu in Parizu. V reviji Philosophical Transactions Kraljeve družbe je izšlo več njegovih člankov.